# Figuurzaagje
Het figuurzaagje (Dynamena pumila) is een hydroïdpoliep uit de familie Sertulariidae. De poliep komt uit het geslacht Dynamena. Dynamena pumila werd in 1758 voor het eerst wetenschappelijk beschreven door Carl Linnaeus. 

## Beschrijving
Het figuurzaagje is een kleine hydroïdpoliep die zelden meer dan 7 cm hoog is. Deze hydroïdpoliep bestaat uit rechtopstaande, onvertakte of dun vertakte hoofdstelen die voortkomen uit een vertakkende wortelstok. De stengels dragen driehoekige hydrothecae (omhulsel dat de poliepen omsluit) en zijn tussen elk paar ingesnoerd tot een smalle taille. De gonothecae (omhulsel van de voortplantingsstructuren) zijn eivormig en bevestigd aan de internodiën.

## Verspreiding
Het verspreidingsgebied van het figuurzaagje loopt van Arctisch Noorwegen tot de Atlantische kust van Frankrijk (Golf van Biskaje). Deze soort is een veel voorkomende en wijdverbreide soort op de Britse Eilanden. Het is typisch een kustsoort, die normaal gesproken op het bruine zeewier Fucus serratus groeit. Het komt het meest voor op kusten die onderhevig zijn aan sterke waterbewegingen van getijdenstromen of golfbewegingen. Het kan ook voorkomen in brak water, onder de laagwaterlijn, maar wordt verder meestal niet aangetroffen in de sublitorale zones.

## Naamgeving
De oude Nederlandse naam "klein tandhoornkoraal" was zeer verwarrend, omdat Dynamena pumila geen koraalsoort is maar een hydroïdpoliep. Omdat deze soort van een afstand eruitziet als een opeenstapeling van kleine driehoekjes, werd door zoölogen voorgesteld om voor deze soort de nieuwe Nederlandse naam "figuurzaagje" te gebruiken, die minder verwarrend is.